# Чемпіонат України з американського футболу
Чемпіонат України з американського футболу — спортивне змагання серед українських клубів з американського футболу. Найтитулованіший клуб України — «Скіфи-ДонНТУ» (Донецьк) — 15 разів.

## Сезон 2015
Команди що взяли участь у Чемпіонаті України 2015
1. «Бандити» (Київ)
2. «Леви» (Львів)
3. Слов'яни (Київ)
4. Ракети (Дніпро)
5. «Вовки» (Вінниця)
6. «Лісоруби» (Ужгород)
7. «Бульдоги» (Київ)
8. Пірати (Одеса)

ужгородські «Лісоруби» виграли чемпіонат України з американського футболу, які перемогли у фіналі
київських «Бандитів» 34:21.
У суботу на столичному стадіоні «Спартак» пройшов фінал чемпіонату України з американського футболу. Зустрічалися дворазові чемпіони київські «Бандити» та «Лісоруби» з Ужгорода. Перемогу в матчі здобули номінальні гості з рахунком 34:21.
Суперники по фіналу двічі зустрічалися в рамках регулярного сезону. У середині травня «Бандити» перемогли з рахунком 55:27, а наприкінці червня «Лісоруби» взяли реванш — 26:18. На шляху до фіналу обом командам в плей-оф довелося обіграти київські колективи — «Бандити» перемогли «Слов'ян» з рахунком 22:18, а «Лісоруби» обіграли «Бульдогів» — 41:19.
Як зазначає профільне видання «First and goal», важливу роль у перемозі над найсильнішою командою України останніх років відіграли ужгородські легіонери. Особливо вирізнявся ресивер-легіонер Трой Райс (+7), який показав здатність самотужки протистояти одразу декільком захисникам «Бандитів».
Тож дворазові чемпіони України та фаворити сезону «Бандити» віддали корону «Лісорубам» з Ужгорода. Це перша перемога ужгородців з 2009 року.
«Лісорубів» створили наприкінці 90-х років на базі студентів Ужгородського національного університету. У 2003 році більшість гравців перейшли до складу «Воїнів», і «Лісоруби» припинили існування. 2008 року команда відродилася, об'єдналася з «Воїнами» і 2009 року виграла чемпіонат України. Після цього через зміну поколінь команда довго грала в нижчих лігах і заявилася у вищий дивізіон тільки 2015 року.
Протягом останніх двох років в українському американському футболі домінували київські «Бандити». Торік вони практично не мали конкуренції у зв'язку з розвалом донецьких «Скіфів», які припинили грати через війну.
Чемпіонат України з американського футболу складається з двох ліг. У «вишці», розділеній на два «сильні» й один «слабкий» дивізіони, грають «Бульдоги», Слов'яни (Київ), «Бандити», «Витязі» (усі — Київ), «Лісоруби» (Ужгород), «Леви» (Львів), «Ракети» (Дніпро), «Пірати» (Одеса), «Монархи» (Рівне), «Гладіатори» (Хмельницький), «Вовки» (Вінниця).
У першій лізі цього сезону домінували харківські «Атланти», яких понизили в класі за неявку на фінал чемпіонату 2014 року з
«Бандитами». Також тут грають
«Акули» (Херсон), «Тигри» (Харків),
«Вікінги» (Миколаїв), «Дельфіни» (Маріуполь) і «ДТ Юнайтед» (Запоріжжя).

## Сезон 2016
Українську лігу американського футболу (УЛАФ) — 2016 виграли білоруси
Мінські «Зубри» виграли у київських «Бандитів».
У суботу, 8 жовтня, вони виграли в Ужгороді фінальний матч у київських «Бандитів» з рахунком 24:14 (0: 6; 7: 0; 7: 8; 10: 0). Гра була рівною до останньої чверті, коли білоруси спочатку забили філдгол, а потім занесли тачдаун.
Кращим гравцем матчу визнаний бігун «Зубрів» Олександр Кривоніс.
Варто зазначити, що це був уже третій матч у сезоні-2016 року для цих команд. У рамках регулярного чемпіонату в Мінську «Зубри» перемогли киян (18:16), потім «Бандити» відігралися в Києві (44:34).
«Бандити» другий рік поспіль програють у фіналі і стають срібними призерами. Торішні чемпіони «Лісоруби» стали бронзовими призерами, вигравши у київських «Бульдогів» з рахунком 42:14.
Українська ліга американського футболу складається з трьох дивізіонів. Дві кращі команди сильнішого дивізіону A — «Лісоруби» і «Зубри» — безпосередньо вийшли до півфіналів. «Бандити» і «Бульдоги», що посіли третє і четверте місце, повинні були грати стикові матчі з переможцями дивізіонів B (вінницькі «Вовки») і C (миколаївські «Вікінги»), з якими вони впоралися без проблем. У півфіналі «Бандити» виграли у «Лісорубів» з рахунком 36:28, а «Зубри» у «Бульдогів» з рахунком 47:13
Усього в УЛАФ грали 19 команд із Мінська, Києва, Ужгорода, Одеси, Харкова, Львова, Вінниці, Рівного, Хмельницького, Здолбунова, Дніпра, Миколаєва, Южного і Маріуполя.

## Західний дивізіон
1. Монархи (Рівне)
2. Лісоруби (Ужгород)
3. Леви (Львів)

## Східний дивізіон
1. Вовки (Вінниця)
2. Дельфіни (Маріуполь)
3. Мустанги (Павлоград)

## Переможці та призери чемпіонату України
| Рік              | Золото                      | Срібло                            | Бронза                       |           |
| ВИЩА ЛІГА        | ВИЩА ЛІГА                   | ВИЩА ЛІГА                         | ВИЩА ЛІГА                    | ВИЩА ЛІГА |
| ---------------- | --------------------------- | --------------------------------- | ---------------------------- | --------- |
| 1993             | «Атланти»(Харків)           | «Скіфи-ДонНТУ» (Донецьк)          | «Козаки»(Харків)             |           |
| 1994             | «Скіфи-ДонНТУ» (Донецьк)    | «Атланти»(Харків)                 | «Яструби»(Київ)              |           |
| 1995             | «Скіфи-ДонНТУ» (Донецьк)    | «Атланти»(Харків)                 | «Дестроєрс»(Київ)            |           |
| 1996             | «Скіфи-ДонНТУ» (Донецьк)    | «Дестроєрс»(Київ)                 | «Барси»(Черкаси)             |           |
| 1997             | «Скіфи-ДонНТУ» (Донецьк)    | «Дестроєрс»(Київ)                 | «Вовки»(Вінниця)             |           |
| 1998             | «Скіфи-ДонНТУ» (Донецьк)    | «Атланти»(Харків)                 | «Дестроєрс»(Київ)            |           |
| 1999             | «Скіфи-ДонНТУ» (Донецьк)    | «Атланти»(Харків)                 | «Гепарди»(Київ)              |           |
| 2000             | «Скіфи-ДонНТУ» (Донецьк)    | «Слов'яни»(Київ), «Гепарди»(Київ) | ---                          |           |
| 2001             | «Скіфи-ДонНТУ» (Донецьк)    | «Слов'яни»(Київ)                  | «Лісоруби»(Ужгород)          |           |
| 2002             | «Скіфи-ДонНТУ» (Донецьк)    | «Слов'яни»(Київ)                  | «Лісоруби»(Ужгород)          |           |
| 2003             | «Скіфи-ДонНТУ» (Донецьк)    | «Слов'яни»(Київ)                  | «Лісоруби»(Ужгород)          |           |
| 2004             | «Слов'яни»(Київ)            | «Варяги» (Донецьк)                | «Варвари» (Кишинів, Молдова) |           |
| 2005             | ---                         | ---                               | ---                          |           |
| 2006             | ---                         | ---                               | ---                          |           |
| 2007*            | «Донецькі Варяги» (Донецьк) | Київські Вітязі                   | Ужгородські Воїни            |           |
| 2008             | «Донецькі Варяги» (Донецьк) | «Карпатські Ведмеді»(Ужгород)     | «Слов'яни»(Київ)             |           |
| 2009             | «Лісоруби»(Ужгород)         | «Зубри»(Мінськ) Білорусь          | «Варяги» (Донецьк)           |           |
| 2010             | «Скіфи-ДонНТУ» (Донецьк)    | «Зубри»(Мінськ) Білорусь          | «Слов'яни»(Київ)             |           |
| 2011             | «Скіфи-ДонНТУ» (Донецьк)    | «Зубри»(Мінськ) Білорусь          | «Джетс»(Київ)                |           |
| 2012             | «Скіфи-ДонНТУ» (Донецьк)    | «Бандіти»(Київ)                   | «Атланти»(Харків)            |           |
| 2013             | «Бандіти»(Київ)             | «Скіфи-ДонНТУ» (Донецьк)          | «Атланти»(Харків)            |           |
| 2014             | «Бандіти»(Київ)             | «Атланти»(Харків)                 | «Пірати» (Одеса)             |           |
| 2015             | «Лісоруби»(Ужгород)         | «Бандіти»(Київ)                   | «Слов'яни»(Київ)             |           |
| УЛАФ — Суперліга |                             |                                   |                              |           |
| 2016             | «Зубри»(Мінськ) Білорусь    | «Бандіти»(Київ)                   | «Лісоруби»(Ужгород)          |           |
| 2017             | «Лісоруби»(Ужгород)         | «Бандіти»(Київ)                   | «Бульдоги»(Київ)             |           |
| 2018             | «Патріоти»(Київ)            | «Леви»(Львів)                     |                              |           |
| 2019             | «Капіталісти»(Київ)         | «Патріоти»(Київ)                  | «Жеребці»(Київ)              |           |
| 2020             | «Капіталісти»(Київ)         | «Атланти»(Харків)                 | «Патріоти»(Київ)             |           |
| 2021             |                             |                                   |                              |           |

- Турнір 2007 року проходив у форматі флаг-футболу[1]

## Призери Кубка України
| Рік  | Переможець        | Рахунок | Фіналіст                 |
| ---- | ----------------- | ------- | ------------------------ |
| 2010 | «Скіфи» (Донецьк) | ?       | «Зубри»(Мінськ) Білорусь |
| 2011 | ?                 | ?       | «Зубри»(Мінськ) Білорусь |
| 2012 | «Бандіти»(Київ)   | ?       | «Атланти»(Харків)        |
| 2013 | ?                 | ?       | ?                        |

## Дивитись також
- Національна Федерація американського футболу України
- Вища Ліга ФАФУ
- Перша Ліга ФАФУ
- Українська Ліга Американського Футболу ULAF